# Plano astral

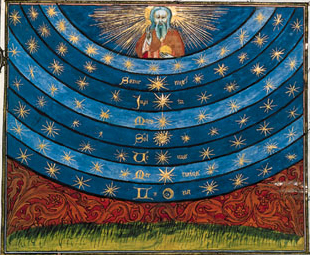
Se pensaba que las esferas astrales eran planos de existencia angélica intermedios entre la tierra y el cielo.

El plano astral, también llamado reino astral o mundo astral, es un plano de existencia postulado por filosofías clásicas, medievales, orientales y esotéricas y religiones mistéricas. Es el mundo de las esferas celestes, que el alma atraviesa en su cuerpo astral camino al nacimiento y después de la muerte, y generalmente se cree que está poblado por ángeles, espíritus u otros seres inmateriales. A finales del siglo XIX y principios del siglo XX, el término fue popularizado por la Teosofía y el neo-rosacrucismo.
Según una perspectiva diferente, el plano o mundo astral, en lugar de ser una especie de área límite cruzada por el alma, se refiere a la totalidad de la existencia espiritual o mundos espirituales a los que van quienes mueren en la Tierra, y donde pasan sus vidas no físicas. Se afirma así que toda la conciencia reside en el plano astral. Algunos escritores combinan este reino con el cielo o el paraíso o con la unión con Dios mismo, mientras que esto no es así para otros autores. Paramahansa Yogananda escribió en su Autobiografía de un yogui: "El universo astral ... es cientos de veces más grande que el universo material ... [con] muchos planetas astrales, repletos de seres astrales".(p.416) Cuando Alice Bailey escribió sobre haber visto "Maestros ... en los planos espirituales internos [que] ... trabajan junto con Cristo y la jerarquía planetaria", se refiere a una visión que tuvo del reino astral no visto que estos seres e innumerables otros habitan. Al estar Cristo en ese reino, es difícil interpretarlo como un no-cielo.
El Barzaj, olam mithal o mundo intermedio en el Islam es un concepto relacionado. En el judaísmo se le conoce como el "Mundo de Yetzirah ", según la Cabalá luriánica.
En el hinduismo el concepto de plano astral estaría relacionado con los reinos no materiales del Triloka; mientras que en el budismo estaría igualmente relacionado con el concepto de bardo, o con el de los reinos samsáricos no materiales.

## Historia

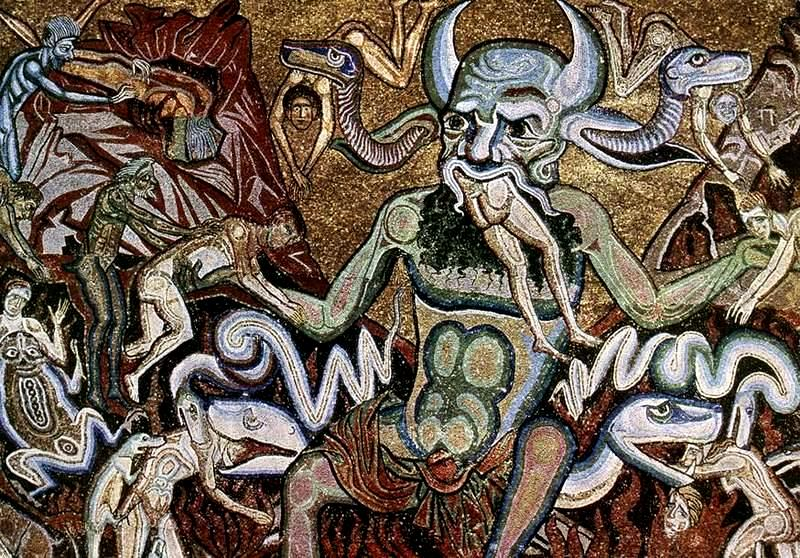
Los cielos e infiernos de Dante simbolizaban las esferas astrales y sus virtudes y vicios asociados.

Platón y Aristóteles enseñaron que las estrellas estaban compuestas de un tipo de materia diferente de los cuatro elementos terrestres: un quinto elemento etéreo o quintaesencia. En el "misticismo astral" del mundo clásico, la psique humana estaba compuesta del mismo material, lo que explica la influencia de las estrellas en los asuntos humanos. En sus comentarios sobre el Timeo de Platón, Proclo escribió:
El hombre es un pequeño mundo (mikros cosmos). Pues, así como el Todo, posee mente y razón, un cuerpo divino y uno mortal. También está dividido de acuerdo con el universo. Es por esto que, sabes, algunos suelen decir que su conciencia se corresponde con la naturaleza de las estrellas fijas, su razón en su aspecto contemplativo con Saturno y en su aspecto social con Júpiter, (y) en cuanto a su parte irracional, la naturaleza apasionada con Marte, la elocuente con Mercurio, la apetitiva con Venus, la sensible con el Sol y la vegetativa con la Luna.
Tales doctrinas eran comunes en las escuelas mistéricas y en las sectas herméticas y gnósticas a lo largo del Imperio Romano e influyeron en la iglesia cristiana primitiva. La Segunda Epístola de Pablo a los Corintios contiene una referencia al plano astral o proyección astral: "
"Sé de un hombre en Cristo, el cual hace catorce años - si en el cuerpo o fuera del cuerpo no lo sé, Dios lo sabe - fue arrebatado hasta el tercer cielo. Y sé que este hombre - en el cuerpo o fuera del cuerpo del cuerpo no lo sé, Dios lo sabe - fue arrebatado al paraíso y oyó palabras inefables que el hombre no puede pronunciar."
Entre los musulmanes, la perspectiva "astral" pronto se volvió ortodoxa gracias a referencias coránicas al ascenso del Profeta a través de los siete cielos. Los estudiosos tomaron relatos neoplatónicos griegos, así como material similar en textos hindúes y zoroástricos. Las exposiciones de Ibn Sina (Avicena), la Hermandad de la Pureza y otros, cuando se tradujeron al latín en la era normanda, habrían de tener un profundo efecto sobre la alquimia y la astrología medievales europeas. Para el siglo XIV, Dante describía su propio viaje imaginario a través de las esferas astrales del Paraíso.
A lo largo del Renacimiento, filósofos, paracelianos, rosacruces y alquimistas continuaron discutiendo la naturaleza del mundo astral intermedio entre la tierra y lo divino. Una vez que el telescopio estableció que ningún cielo espiritual era visible alrededor del sistema solar, la idea fue desechada en la ciencia convencional.[cita requerida]

## El plano astral y la experiencia astral
Según las enseñanzas ocultas, el plano astral se puede visitar conscientemente mediante proyección astral, meditación y mantra, experiencia cercana a la muerte, sueños lúcidos u otros medios. Los individuos entrenados en el uso del vehículo astral podrían separar a voluntad su conciencia en el vehículo astral del cuerpo físico. La primera etapa en el desarrollo, según Ramacharaka, es "el dominio del cuerpo físico y su cuidado y atención", lo que tiene que ver no sólo con el cuerpo físico sino también con su doble en el astral. Además, se debe dedicar tiempo a sintonizar la "mente instintiva". Las primeras tres subdivisiones de la mente instintiva son las pasiones, los deseos y las lujurias. La segunda etapa es el intelecto, también conocido como agudización de la mente. Quien opere en gran parte desde la mente instintiva "tendría sólo un destello de intelecto", y por lo tanto, aquellos que están centrados en el intelecto sólo tendrían un indicio de lo espiritual. Una vez que se completan ambas etapas, se podría despertar la mente espiritual.
En la literatura teosófica temprana, el término "astral" puede referirse al éter. Autores teosóficos posteriores, como Annie Besant y C. W. Leadbeater, sostienen que el plano astral es más fino que el plano etérico pero "más denso" que el plano mental. Para crear una visión unificada de siete cuerpos y eliminar los términos sánscritos anteriores, se introdujo la noción de un plano etérico y se usó el término "cuerpo astral" para reemplazar el antiguo kamarupa, a veces denominado cuerpo de emoción, ilusión o deseo. Algunos de los propositores de tales afirmaciones explican su creencia de que soltar los deseos es un progreso espiritual señalado que, cuanto más se dejan ir los sentimientos terrenales de 'deseo', menos se está atado al mundo físico, un mundo de ilusión, y más conectado al mundo astral, donde todo es visible y conocido.
Según los escritos rosacrucianos de Max Heindel, la materia-deseo puede describirse como un tipo de fuerza-materia, en movimiento incesante, que responde al menor sentimiento. También se dice que el mundo del deseo es la morada de los muertos durante algún tiempo tras la muerte. También es el hogar de los arcángeles. En las regiones superiores del mundo del deseo, los pensamientos toman una forma definida y un color perceptible para todos, todo es luz y hay un único día largo.
En su libro Autobiografía de un yogui, Paramhansa Yogananda proporciona detalles sobre los planos astrales que aprendió de su gurú. Yogananda afirma que casi todos los individuos ingresan a los planos astrales después de la muerte. Allí trabajan las semillas del karma pasado a través de encarnaciones astrales, o (si su karma así lo requiere) regresan a las encarnaciones terrenales para mayor refinamiento. Una vez que un individuo ha alcanzado el estado meditativo de nirvikalpa samadhi en una encarnación terrestre o astral, el alma puede progresar y ascender al "planeta astral iluminado" de Hiranyaloka. Después de esta etapa de transición, el alma puede entonces ascender a las esferas causales más sutiles donde muchas más encarnaciones les permiten refinarse aún más antes de la unificación final.

## El plano astral como concepto pseudocientífico
El concepto ha sido frecuentemente retomado y utilizado por partidarios de prácticas alternativas, pseudocientíficas o "New Age", atribuyéndole a este, o a las energías relacionadas con él, efectos o una subsistencia real, y es utilizado por algunos defensores de la existencia de fenómenos paranormales para explicar fenómenos tales como las experiencias extracorporales.
Según el misticismo cuántico, el plano astral sería una manifestación de los procesos de la mecánica cuántica que postulan estarían presente en la conciencia/alma, a través de la conciencia cuántica.
Sin embargo, toda afirmación que suponga la existencia de un plano astral no tiene confirmación científica, más allá del valor simbólico-espiritual del concepto.